# 广南西路宣抚司
广南西路宣抚司，元朝时设置的宣抚司。今云南省广南县。
宋朝属于羁縻的特磨道。侬智高後裔居之。至元年间，立广南西路宣抚司。原领五州：路城州、上林州、罗佐州、安宁州、富州。后析路城、上林、罗佐三州隶来安路。广南西路西邻广西路、临安路。下辖富州（今云南省富宁县）、安宁州。明朝改为广南府。